# Changan CS15
Changan CS15 – samochód osobowy typu crossover klasy subkompaktowej produkowany pod chińską marką Changan w latach 2015–2023.

## Historia i opis modelu

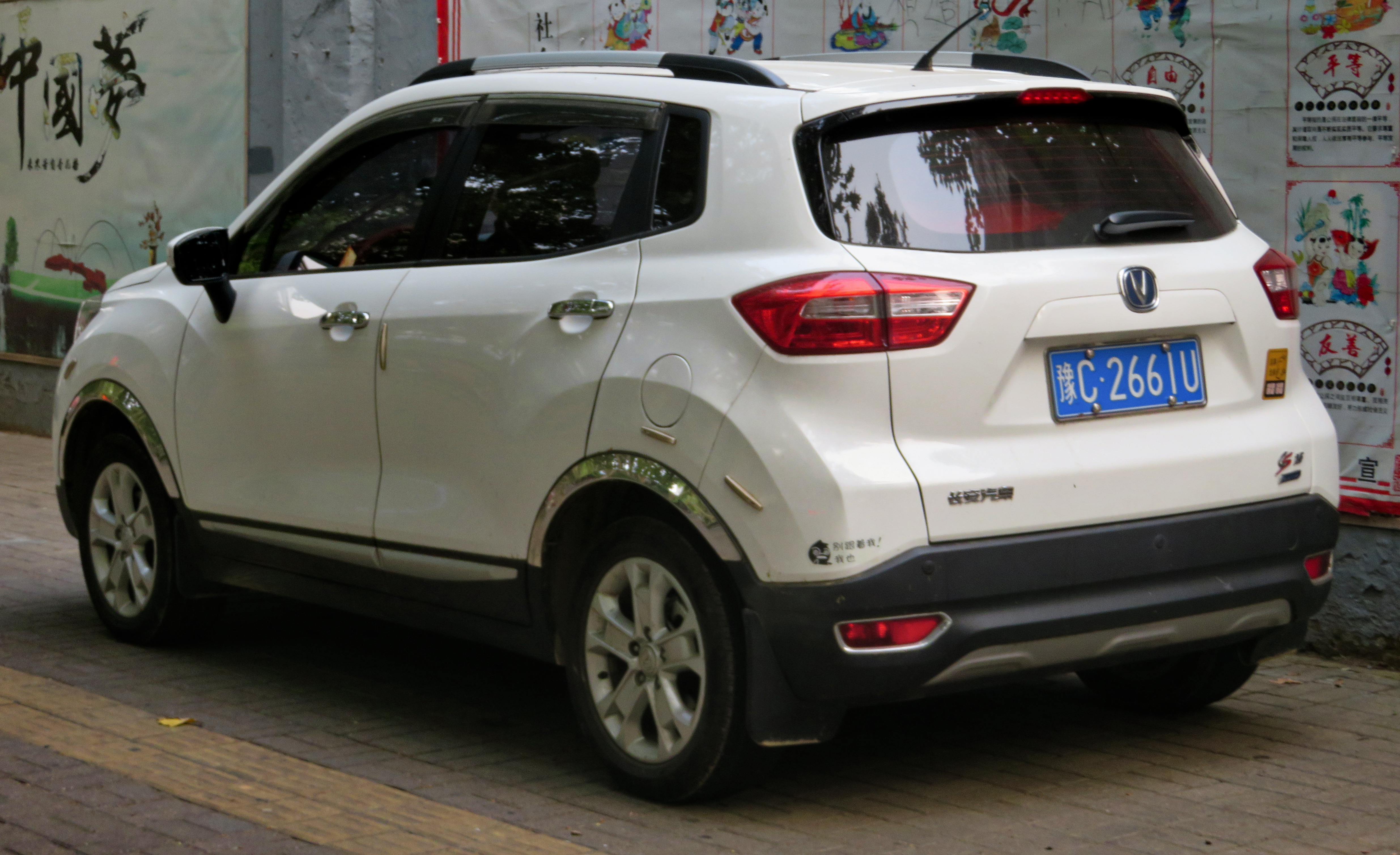
Changan CS15 - tył

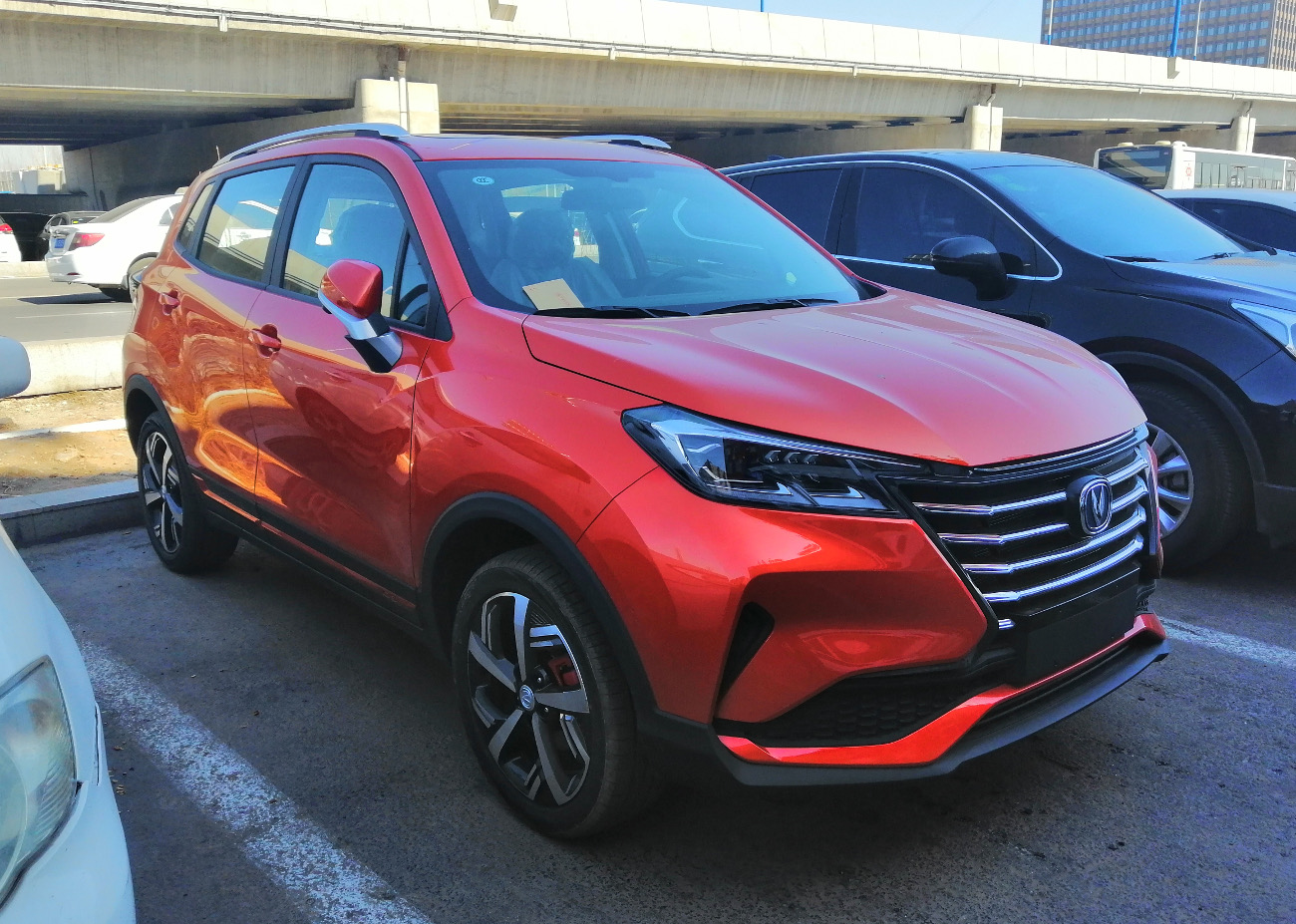
Changan CS15 po liftingu

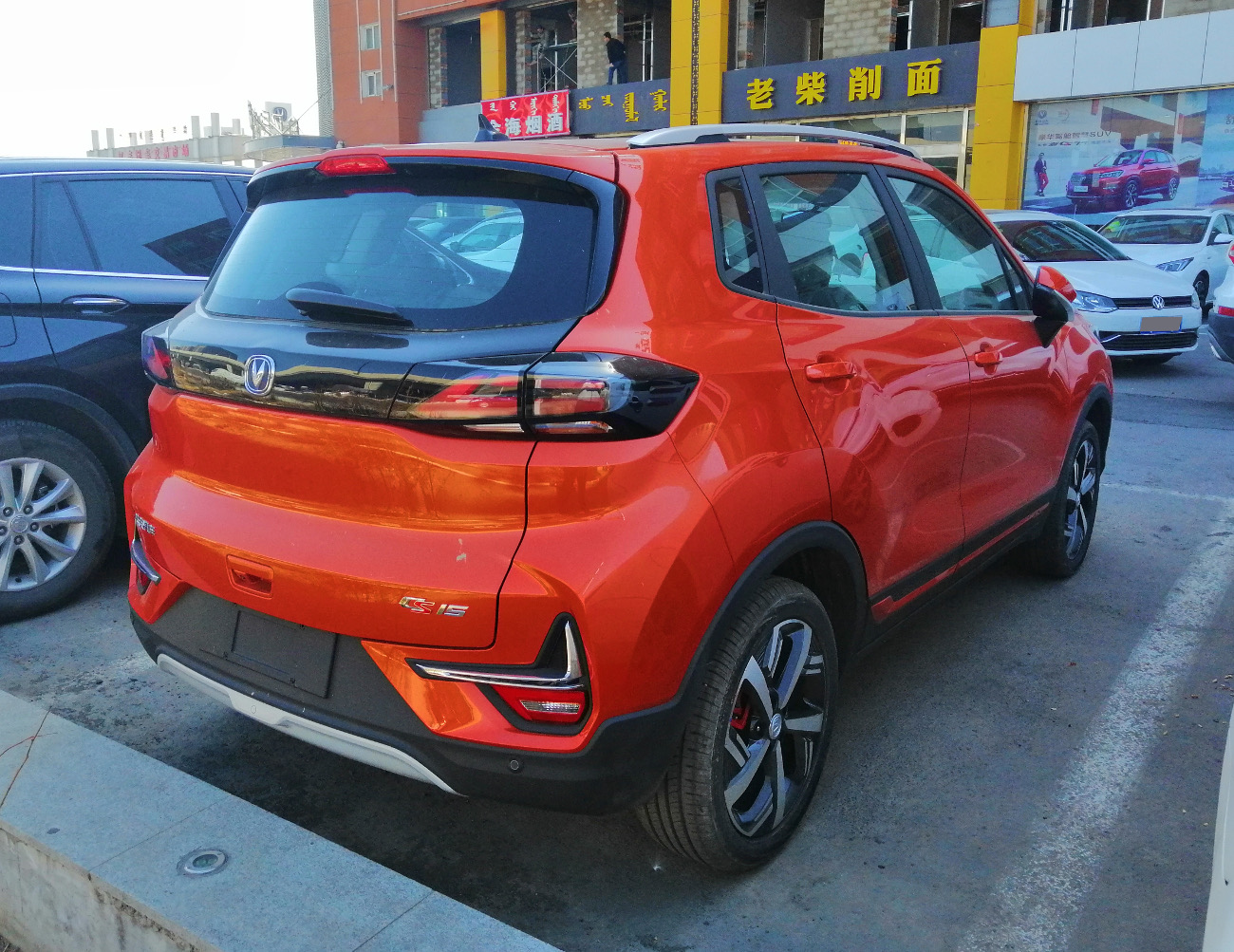
Changan CS15 - tył po liftingu

W listopadzie 2015 roku podczas międzynarodowego salonu samochodowego w chińskim mieście Kanton Changan przedstawił najmniejszego crossovera w swojej ofercie w postaci miejskiego modelu CS15. W dotychczasowej ofercie zastąpił on przedstawiony w 2010 roku podobnej wielkości model o nazwie EX20.
Pojazd powstał jako odpowiedź na podobnej wielkości pojazdy zagranicznych producentów, jak Ford EcoSport czy Peugeot 2008. Changan CS15 ustanowił jednocześnie mniejszą i tańszą alternatywę dla dłuższego, wyżej pozycjonowanego modelu CS35.
Pod kątem wizualnym Changan CS15 wyróżniał się pudełkowatą sylwetką, z wąskim i wysokim nadwoziem ze ściętą pionowo tylną częścią nadwozia, a także agresywnie ukształtowanymi reflektorami i trapezoidalnym wzorem atrapy chłodnicy wykończonym chromem. Pod kątem wyposażenia Changan zastosował rozbudowaną listę rozwiązań, jak udoskonalony układ ESP Boscha, kamerę cofania, czujnik ciśnienia w oponach czy system wspierania ruszania spod wzniesienia.
Pod kątem technicznym producent zaoferował zarówno manualną, jak i automatyczną dwusprzęgłową przekładnię, za to gamę jednostek napędowych utworzył tylko jeden benzynowy silnik benzynowy o pojemności 1,5-litra.

### Lifting
W marcu 2019 roku Changan CS15 przeszedł obszerną restylizację, która objęła zarówno wygląd nadwozia, jak i kabiny pasażerskiej. Pod względem wyglądu zewnętrznego pojazd zyskał strzeliste wloty powietrza w zderzaku, a także charakterystyczny rozległy wlot powietrza dominujący pas przedni. Z tyłu przeniesiono tablicę rejestracyjną na zderzak, z kolei nowy wzór lamp połączono odblaskową listwą biegnącą przez całą szerokość nadwozia.

### Silnik
- L4 1.5l

### CS15 EV/E-Pro

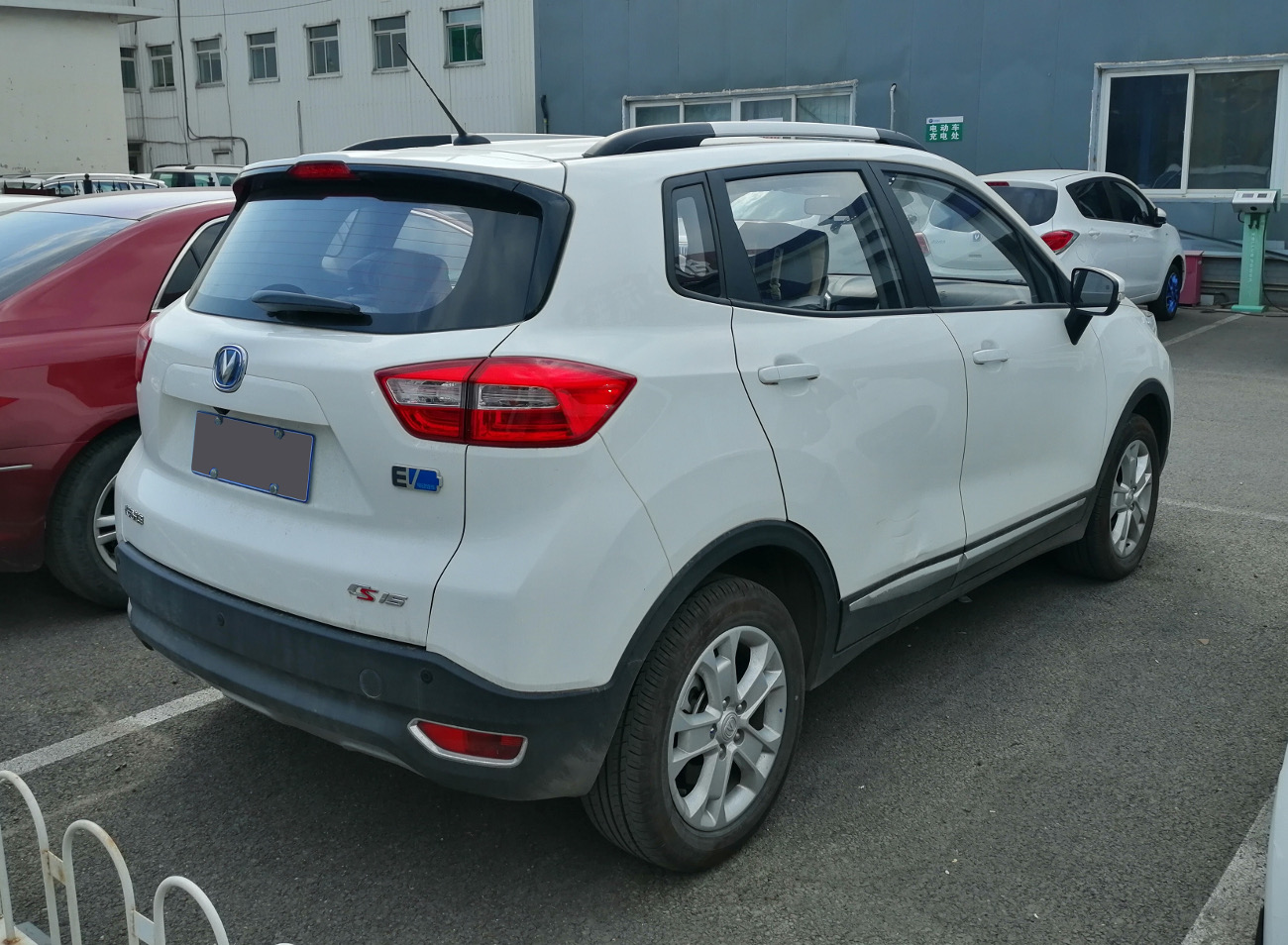
Changan CS15 EV - tył

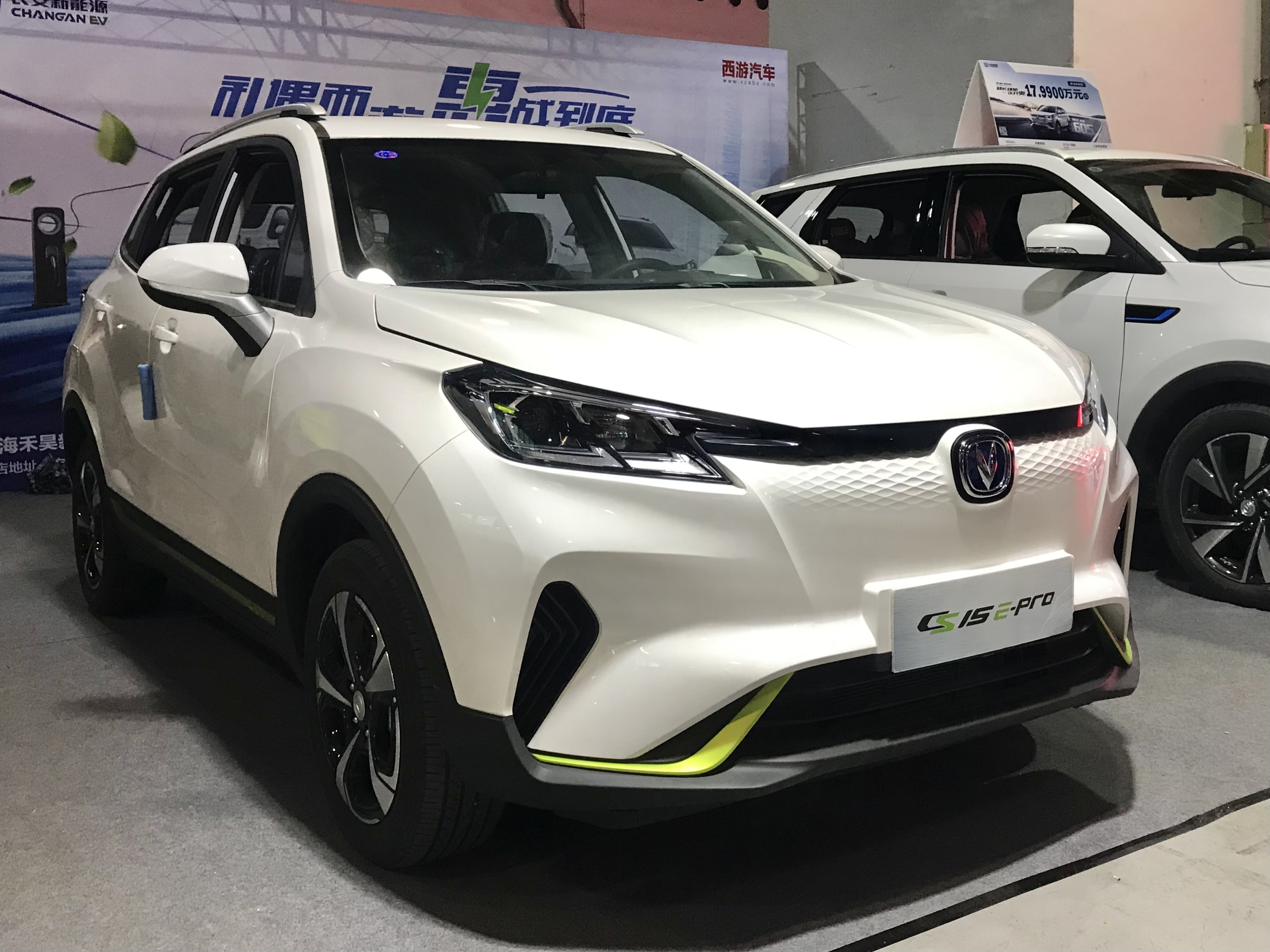
Changan CS15 E-Pro

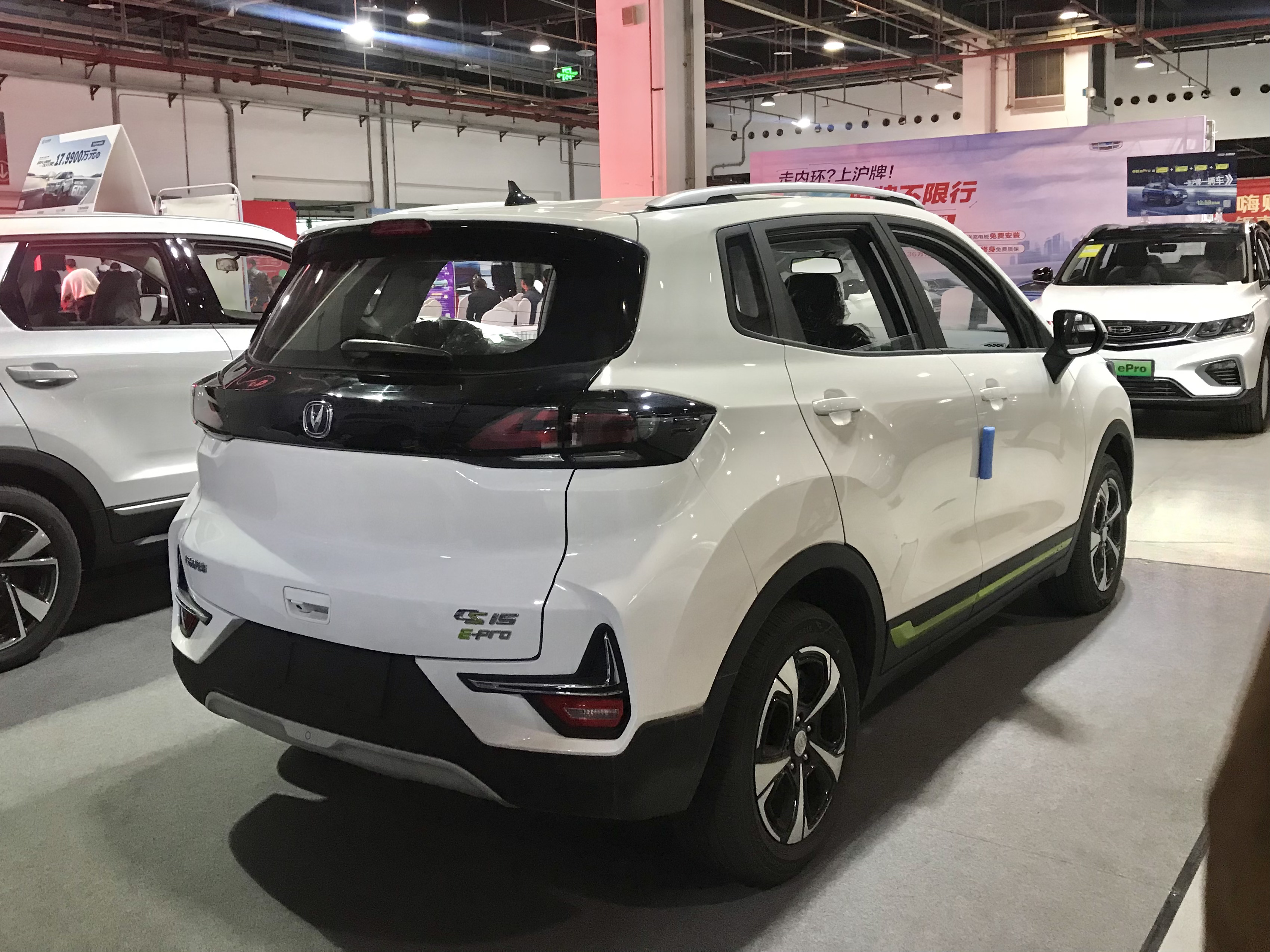
Changan CS15 E-Pro - tył

Changan CS15 EV został zaprezentowany po raz pierwszy w 2017 roku.
Dwa lata po debiucie Changana CS15 producent zdecydował się poszerzyć ofertę najmniejszego crossovera w swojej gamie o w pełni elektryczny wariant CS15 EV. Pojazd powstał jako element ofensywy modelowej chińskiego producenta w klasie samochodów elektrycznych nazywanych w lokalnie New Energy Vehicles.
Pod kątem wizualnym odróżnił się on plastikową zaślepką atrapy chłodnicy z chromowanymi akcentamii z błękitnymi dodatkami, a także inną kolorystyką listw zewnętrznych. W kabinie pasażerskiej zmiany ograniczono do inaczej ukształtowanego łączenia tunelu środkowego i deski rozdzileczej, gdzie zastąpiono  drążek do zmiany biegów okrągłym przełącznikiem trybów jazdy wykończony ozdobnym lakierem o fakturze typu piano black.

### Lifting
Równolegle ze spalinowym wariantem, w październiku 2019 roku elektryczna odmiana CS15 przeszła obszerną modernizację, która przyniosła inaczej stylizowaną przednią część nadwozia z charakterystyczną czarną listwą między reflektorami, a także przemodelowanym nadwoziem i kokpitem. Ponadto, producent dokonał korekty nazwy na Changan CS15 E-Pro.

### Dane techniczne
Układ elektryczny pojazdu sprzed modernizacji tworzy silnik elektryczny o mocy 75 KM, który zapewnia maksymalny moment obrotowy 170 Nm. Bateria o pojemności 42,9 kWh pozwalała osiągnąć jeden zasięg do 300 kilometrów na jednym ładowaniu.
Zrestylizowany CS15 E-Pro uzyskał mocniejszy układ napędowy o wydajniejszych parametrach. Utworzył go silnik elektryczny o mocy 161 KM, pozwalając na maksymalny moment obrotowy 245 Nm. większa bateria o pojemności 48,3 kWh pozwoliła na uzyskanie maksymalnego zasięgu na jednym ładowaniu do 401 kilometrów.